# Carl Albert Lange
Carl Albert Lange (* 2. Mai 1892 in Hamburg; † 8. Dezember 1952 ebenda) war ein deutscher Schriftsteller und Journalist. Er war verheiratet mit Frieda Lange-Dudler.

## Leben und Wirken
Carl Albert Lange war der Sohn des Klavierlehrers Carl Casper Eduard Lange und dessen Gattin Auguste Helene Dorothea, geborene Schoer. Er stammte aus kleinbürgerlichen Verhältnissen und lebte in einer ebensolchen Wohngegend. Aus diesem Grund erhielt er während des Besuchs des Wilhelm-Gymnasiums den Spitznamen „Eimsbüttel“. Lange galt als träumerisch und wurde daher von seinem Griechischlehrer als „Wolkenwandler“ bezeichnet. Nach dem Abitur im Herbst 1911, bei dem er im Fach Deutsch die Gesamtnote „gut“ erhielt, nahm er auf Wunsch seines Vaters ein Jura-Studium an der Universität München auf. Hier fand er Zugang zu literarischen Zirkeln, in denen unter anderem Richard Dehmel und Frank Wedekind verkehrten. Außerdem begeisterte ihn das kulturelle Leben der Stadt. Das Studium selbst sagte ihm jedoch nicht zu. Bis zum Ausbruch des Ersten Weltkriegs, den er in Kiel erlebte, war er von München an die Humboldt-Universität zu Berlin und die Albert-Ludwigs-Universität Freiburg gewechselt, ohne jedoch das Studienfach zu wechseln. Lange beendete das Studium kriegsbedingt ohne Abschluss.
Am Ersten Weltkrieg nahm er als Freiwilliger teil. Die Zeit vom Februar 1915 bis zum Oktober 1919 verbrachte er in russischer Kriegsgefangenschaft, die er später in einem expressionistischen Gedichtband mit dem Titel „Sibirien“ beschrieb. Anschließend kehrte er in seine Geburtsstadt zurück, wo er im Juli 1920 seine Jugendfreundin Frieda Dudler heiratete. Im selben Jahr kam der erste Sohn Harald zur Welt, ein Jahr später der zweite Sohn Hartmud. In den Folgejahren hatte Lange Schwierigkeiten, den Lebensunterhalt der Familie bestreiten zu können. Ein Referendariat an einer Volksschule in Eppendorf konnte er nicht erfolgreich abschließen. Anschließend absolvierte er ein Volontariat bei der Neuen Hamburger Zeitung. Dort attestierte man ihm eine „bemerkenswerte stilistische Gewandheit“, verzichtete jedoch darauf, ihm ein Stellenangebot zu unterbreiten. Von 1922 bis 1933 hatte Lange eine Stelle beim Finanzamt am Schlump. Außerdem schrieb er, zum Beispiel für die Kulturzeitschrift Der Kreis.
Da Langes Ehefrau als Lehrerin ebenfalls staatliche Gehälter bezog, musste Carl Albert Lange während der Zeit des Nationalsozialismus seine Stelle beim Finanzamt abgeben. Stattdessen schrieb er als freier Mitarbeiter für diverse Zeitungen. Dabei verfasste er zahlreiche Beiträge, die in Feuilletons abgedruckt wurden. Während des Zweiten Weltkriegs diente Carl Albert Lange als Luftschutzwart in seinem Kiez.

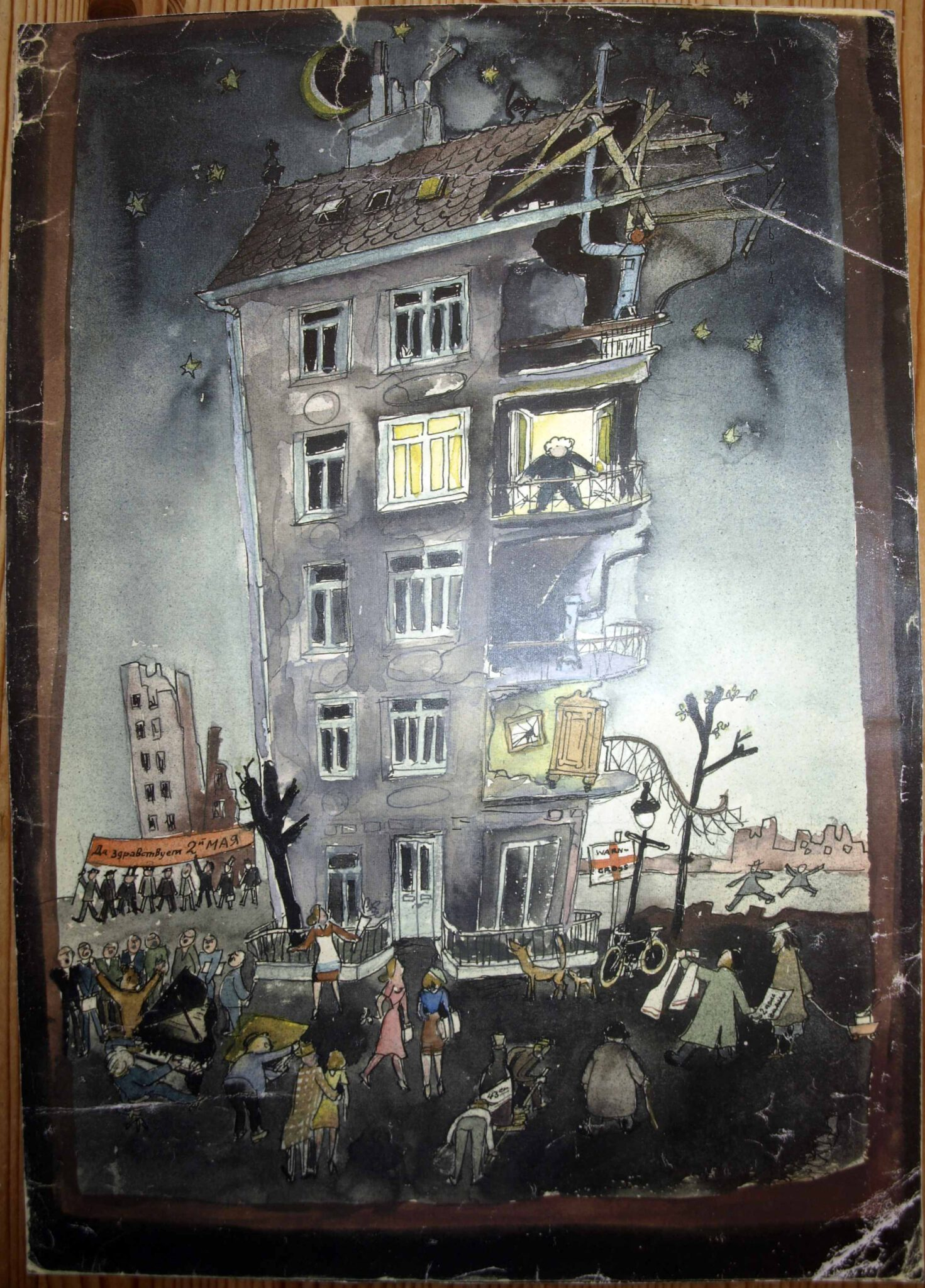
Carl Albert Lange schaut vom Balkon auf die Straßenszene nach dem Bombenabwurf 1943 auf Hamburg

Er selbst hätte während dieser Zeit gerne mehr eigenständige Werke verfasst, schrieb jedoch lediglich den Gedichtzyklus Vom Leben und Tod der Sonnenblumen. Seine finanzielle Lage blieb weiterhin prekär.„25 Jahre Journalist. Bilanz: eine einzige Selbstverschuldung“ notierte Lange Ende 1945. Kurze Zeit später gab ihm der Journalist Hugo Sieker die Möglichkeit, die Leitung des Feuilletons des Hamburger Anzeigers zu übernehmen, was Lange jedoch ablehnte. Als Grund hierfür nannte er, dass er bevorzugt frei schreiben wolle.
In der Folgezeit verfasste Lange zahlreiche Werke in kurzen Zeitabständen. Diese erschienen im Alsterverlag von Curt Brauns, dem Verlag von Hans Dulk, bei Hammerich & Lesser und im Verlag der Hamburgischen Bücherei. Es handelte sich dabei um Lyrikbände, Nachdichtungen und eine Sammlung von Prosa mit dem Titel „Das Kabinett der kleinen Freuden“, die 1948 erschien. 1950 gehörte er zu den Gründungsmitgliedern der Freien Akademie der Künste in Hamburg. Während des letzten Lebensjahres erteilte ihm die Kulturbehörde der Stadt Hamburg den Auftrag, ein Werk zu verfassen, mit dem Alfred Lichtwark und dessen Werke anlässlich seines 100. Geburtstag geehrt werden sollte. Lange kreierte ein umfangreiches, Lichtwark ehrendes Gedicht, das von den Auftraggebern jedoch nicht akzeptiert wurde. Stattdessen ließen sie ihm ein „Geburtstagsgeschenk“ in Höhe von 500 Mark zukommen.
Nach einem Nervenzusammenbruch 1945 erlitt Lange 1945 einen leichten Herzinfarkt. Ein zweiter Herzinfarkt führte zu seinem Tod im Dezember 1952. Sein Grab ist auf dem Friedhof in Niendorf zu finden. Bei seiner Beerdigung sprach Hans Henny Jahnn. Sein Nachlass befindet sich in der Hamburger Staats- und Universitätsbibliothek, die 1982 und 1993 Teile davon ausstellte.

## Würdigung
Auch wenn er sich eher als Dichter sah, war Lange damit wenig erfolgreich. Wesentlich bedeutender waren sein persönliches Auftreten und die zahlreichen Werke, die er als Publizist verfasste. Dazu gehörten Hamburgensien, Nachrufe und Ansprachen. Lange hatte großen Einfluss auf das kulturelle Leben Hamburgs und die Vermittlungen von Kontakten unter Künstlern. Hiervon zeugen Briefe, die er mit Freunden und Bekannten wie Paul Schurek, Hugo Sieker, Ernst Barlach und Wolfgang Borchert wechselte. Hugo Sieker hielt nach dem Tod Langes fest, dass dieser zu den selten anzutreffenden Personen in Hamburg gehört habe, „von denen Atmosphäre ausging und die Atmosphäre schufen“.
Ein Jahr nach dem Tod Langes würdigten frühere Schriftstellerkollegen, darunter Rolf Italiaander, Wilhelm Lehmann, Hans Erich Nossack, Paul Schurek und Tetjus Tügel, Carl Albert Lange mit einer Gedenkschrift.